# Celler Oliveda
Celler Oliveda és un edifici del municipi de Campmany (Alt Empordà) protegit com a bé cultural d'interès local.

## Descripció
Situat dins del nucli urbà de la població de Campmany, a la banda nord del terme, formant cantonada entre els carrers de la Roca, de Sant Llúcia i el curs del riu Merdançà.
Gran edifici de planta més o menys rectangular format per quatre cossos adossats. L'edifici principal està situat a la banda de llevant del conjunt, presenta la coberta de dues vessants de teula i està distribuït en planta baixa i pis. Les obertures són rectangulars, amb els emmarcaments arrebossats i pintats. Destaca el petit rellotge de sol situat a la façana principal i la decoració de les cantonades. El celler pròpiament dit està situat a la banda de ponent del conjunt, distribuït en una sola planta i amb la coberta plana transformada en una gran terrassa. La façana principal està revestida amb un placat de pedra i presenta un portal d'arc carpanell bastit amb maons que dona accés a la botiga. Al seu costat destaca una gran placa de pedra amb el nom del celler i l'any de fundació de l'empresa, 1947. La façana lateral, orientada al riu, presenta a la planta baixa finestres de mig punt bastides en maons. A l'interior de l'edifici, en primer lloc trobem la botiga, comunicada amb el celler mitjançant un gran portal d'arc carpanell bastit amb dovelles de pedra amb la data 1764 a la clau. El celler presenta grans espais perpendiculars a la façana principal, coberts amb sostres de biguetes i revoltons i comunicats entre si mitjançant arcs rebaixats bastits amb maons. Destaquen les cambres destinades a emmagatzemar el raïm, delimitades per arcs carpanells fets de maons. La part més antiga del celler està ubicada al sector de llevant de la construcció. Presenta estances cobertes amb voltes de canó de pedra, voltes a la catalana i diversos murs amb la pedra vista. Les portes són de la mateixa tipologia que les anteriors, tot i que són fetes amb lloses de pedra i presenten arcs de descàrrega per alleugerir el pes. Per acabar, cal destacar una font d'obra adossada a la façana de llevant del conjunt, al carrer Santa Llúcia, amb una petita coberta circular, un sortidor i datada dins la segona dècada del segle xx.

## Història
Campmany va viure el seu moment d'esplendor a entre els segles xviii i xix, donat que va ser una bona època per al conreu de la vinya i el suro. Es va veure afectada greument per l'acció de la fil·loxera, tot i que, anys més tard, amb la introducció de nous ceps americans, es va poder recuperar la producció de vi a la zona i la prosperitat del poble.
Segons apareix en la llinda a l'entrada de l'entrada al celler, l'any de construcció és el 1764, constatant que, ja des d'aquella data, es produïen vins en aquesta propietat.
L'empresa actual va ser fundada l'any 1948 per Josep Oliveda Casanoves i la seva dona Joana Rigau Ros. El celler de maduració és de l'any 1948 i la planta embotelladora de vi és de l'any 1963.
Cal destacar una col·lecció molt important d'aixetes que el mateix Josep Oliveda va aplegar. En total conté unes 5000 peces.